# 岡村肇
岡村 肇（おかむら はじめ、1959年1月4日 - ）は、日本の官僚。会計検査院事務総長を経て、会計検査院長。

## 人物・経歴
長野県長野市出身。長野県長野高等学校を経て、1983年東京大学法学部卒業、会計検査院事務総局入局。
- 2000年、会計検査院事務総長官房上席審議室調査官付企画官（第3局担当）
- 2001年、会計検査院事務総長官房上席企画調査官付企画官（第3局担当）
- 2003年、会計検査院事務総長官房上席企画調査官付企画官（事務総長官房担当）
- 2004年、会計検査院事務総局第5局郵政検査課長
- 2006年、会計検査院長秘書官
- 2008年、会計検査院事務総局第4局監理課長
  - 同年、会計検査院事務総局第4局上席調査官（農林水産担当）
- 2010年、会計検査院事務総局第4局農林水産検査第2課長
  - 同年、会計検査院事務総長官房法規課長
- 2013年、会計検査院事務総長官房総務課長
- 2014年、会計検査院事務総長官房審議官（第1局担当）
- 2015年、会計検査院事務総長官房審議官（第5局担当）
- 2016年、会計検査院事務総長官房総括審議官
  - 同年、会計検査院事務総局第2局長
- 2017年、会計検査院事務総局次長
- 2018年、会計検査院事務総長
  - 同年、検査官[3][4]
- 2023年、会計検査院長[5]
- 2024年、退官[6]

## 編著
- 『わかりやすい計算証明―逐条解説』全国会計職員協会 2012年